# Diosaccidae
Diosaccidae é uma família de crustáceos da ordem Harpacticoida.